# Accident d'un Mi-26 à Khankala
Le 19 août 2002, un groupe de séparatistes tchétchènes armés d'un système de défense antiaérienne portable a abattu un hélicoptère russe Mil Mi-26 dans un champ de mines, tuant 127 soldats russes. Il s'agit de l'accident d'hélicoptère le plus meurtrier de l'histoire. Il s’agissait également de la catastrophe aérienne la plus meurtrière jamais subie par les forces armées russes, ainsi que des pires pertes de vies humaines en un seul jour depuis 1999.

## L'attaque
Le 19 août 2002, des combattants séparatistes tchétchènes tirent un missile sol-air 9K38 Igla de fabrication russe contre un hélicoptère de transport lourd du 487e régiment indépendant d'hélicoptères de l'armée de l'air russe surchargé qui s'écrase à Khankala, une base aérienne militaire près de Grozny. L'hélicoptère transportait 142 soldats et officiers appartenant à diverses unités de la base de l'armée de l'air russe à Mozdok, dans la république d'Ossétie du Nord-Alanie.
Selon Pavel Felgenhauer, journaliste russe spécialiste des questions de défense : 

« Le missile a atteint l’un des moteurs alors que le Mi-26 approchait de Khankala, et l’hélicoptère s’est écrasé dans un champ de mines qui faisait partie du périmètre de défense du quartier général de l’armée fédérale. »

— Pavel Felgenhauer
 L'épave du Mi-26 aurait été détruite par des explosions de mines antipersonnel. L'intérieur de l'hélicoptère était inondé de carburant et ses portes bloquées ne pouvaient pas être ouvertes. Seuls les cinq membres équipages et 29 passagers ont réussi à s'échapper par la petite écoutille de sortie du poste de pilotage. Quatorze des survivants sont morts de brûlures graves durant les jours suivants.
Malgré leurs investigations, les forces russes de Khankala n'ont réussi à récupérer que le tube de lancement du missile Igla mais le(s) tireur(s) n'ont pas été retrouvés.